# Hendrik van Babenberg
Hendrik van Babenberg (ook wel Hendrik van Neustrië) (ca. 820 – bij Parijs, 28 augustus 886) was de belangrijkste legeraanvoerder van Lodewijk III de Jonge en Karel de Dikke. Hendrik was markgraaf van Saksen en hertog van Franken.
Hij was een zoon van Poppo I van Grabfeld en Williswind, een dochter of kleindochter van Cancor. Zijn jongere broer was Poppo van Thüringen.
Zijn belangrijkste kasteel was de Babenberg waar het geslacht van de Babenbergers naar is genoemd, op de plaats van het kasteel is de stad Bamberg ontstaan.

## Leven en Loopbaan

### Moeizame relatie met Lodewijk de Duitser
In 861 nam Hendrik deel aan de mislukte opstand van Koenraad van Beieren tegen Lodewijk de Duitser. Dit bleef blijkbaar zonder ernstige gevolgen voor Hendrik want in 866 trad hij op als legeraanvoerder voor Lodewijk III tegen Moravië. In 871 kwam hij echter weer in conflict met Lodewijk toen die een vazal van Hendrik de ogen liet uitsteken, en zo inbreuk maakte op Hendriks bevoegdheden. Na de dood van Lodewijk de Duitser trad Hendrik pas in 880 weer op de voorgrond als aanvoerder tegen de opstandige Hugo, hertog van de Elzas.

### Gevechten tegen de Noormannen in het gebied van Rijn en Maas
Nadat Karel de Dikke koning van geheel Oost-Francië was geworden, werd Hendrik zijn legeraanvoerder. In 882 trok hij in opdracht van de keizer aan het hoofd van een Frankisch leger snel op tegen Godfried de Noorman die met een leger van Vikingen bij Asselt in de Maasvallei was gelegerd. De geplande verrassingsaanval mislukte echter. Daarna was hij een van de leiders hij de belegering van Asselt. Voordat het tot een echte veldslag kwam, werd er echter een akkoord gesloten waarbij de inval van Godfried werd afgekocht met een geldbedrag en met graafschappen in Friesland.
Het jaar daarop bevocht Hendrik de Vikingen echter alweer in de omgeving van Prüm.
In 884 stond hij aan de leiding van een leger dat Saksen tegen de Noormannen verdedigde. Aan zijn zijde bevond zich ook bisschop Arn van Würzburg. Hij bevrijdde in deze campagne het bezette Duisburg en de gebieden van de Nederrijn.

### Complot van Spijk
In 885 rekende Hendrik definitief af met Godfried de Noorman en Hugo van de Elzas. Zijn soldaten vermoordden, samen met de lokale graven Gerulf en Everhard Saxo, Godfried tijdens een feestelijke bijeenkomst in Spijk. Hugo werd gevangengenomen. Zijn ogen werden uitgestoken.

### Markgraaf van Neustrië
Toen Karel de Dikke in 884 ook koning van West-Francië was geworden, werd Hendrik na de dood van Ragenold van Neustrië in 885 ook met de verdediging van Neustrië tegen de Vikingen belast. Hij werd tot markgraaf van Neustrië benoemd.
In 886 probeerde hij Parijs te ontzetten toen die stad door de Vikingen werd belegerd. Hendrik moest zich terugtrekken maar toen Karel de Dikke zich met versterkingen bij hem voegde, trok hij weer naar Parijs. Hendrik werd toen tijdens een schermutseling gedood. Hij lag begraven in de abdij van Sint-Medardus te Soissons waar ook veel leden van het Merovingische koningshuis lagen  begraven.

## Familie
Hendrik was zoon van Poppo I van Grabfeld en een onbekende vrouw. Hij was getrouwd met Ingeltrudis, mogelijk een dochter van Eberhard van Friuli en Gisela, dochter van Lodewijk de Vrome en Judith van Beieren. Zij hadden de volgende kinderen:
- Hedwig van Babenberg, getrouwd met Otto I van Saksen, de stamhertog van Saksen, en de moeder van Hendrik de Vogelaar.
- Adalbert (854 - 9 september 906), overviel en doodde op 23 februari 906 hertog Koenraad de Oudere van Thüringen. Namens de koning kreeg hij een vrijgeleide voor besprekingen maar hij werd gevangengenomen en onthoofd, als straf voor het breken van de rijksvrede.
- Adalhard (-903) gevangengenomen door de familie van hertog Koenraad van Thüringen en gedood.
- Hendrik, gesneuveld in 902/903
- Adelinde, (ca. 855 - na 915), gehuwd met Eticho I van de Ammergau, maakt omstreeks 910 een pelgrimstocht naar Jeruzalem, begraven in het klooster van Buchau
- volgens sommige reconstructies ook Berengar van Bayeux

## Voetnoten
1. ↑  Er waren op dat moment in Neustrië twee markgraven. Eentje tegenover Bretagne en eentje tegenover Normandië. Hugo van Babenberg werd graaf van de Normandische mark.

## Interwiki bronvermeldingen
- Dit artikel of een eerdere versie ervan is een (gedeeltelijke) vertaling van het artikel Henry of Franconia op de Engelstalige Wikipedia, dat onder de licentie Creative Commons Naamsvermelding/Gelijk delen valt. Zie de bewerkingsgeschiedenis aldaar.
- Dit artikel of een eerdere versie ervan is een (gedeeltelijke) vertaling van het artikel Henri (marquis de Neustrie) op de Franstalige Wikipedia, dat onder de licentie Creative Commons Naamsvermelding/Gelijk delen valt. Zie de bewerkingsgeschiedenis aldaar.
- Dit artikel of een eerdere versie ervan is een (gedeeltelijke) vertaling van het artikel Heinrich (princeps militiae) op de Duitstalige Wikipedia, dat onder de licentie Creative Commons Naamsvermelding/Gelijk delen valt. Zie de bewerkingsgeschiedenis aldaar.

## Externe bronnen
- Hendrik in Genealogie der Mittelalter[dode link]
- Hendrik in Foundation for Medieval Genealogy